# Gütersloh
Gütersloh er en by i Tyskland i delstaten Nordrhein-Westfalen med omkring 95.000 indbyggere. Byen er administrationssæde i Landkreis Gütersloh.
Gütersloh er en industriby med store selskaber som Miele og Bertelsmann. Arvato har også hovedsæde i Gütersloh. Royal Air Force havde en flybase ved byen frem til Berlinmurens fald, den var den østligste af alle NATO-flybaserne under den kolde krig.

## Notable bysbørn
- Friedrich Daniel von Recklinghausen, læge